# 觀音鄉 (鄰水縣)
觀音鄉（觀音公社、五星公社），是中華人民共和國四川省鄰水縣下轄的一個鄉鎮級行政單位，存在於1953年-1981年。

## 沿革[1]
1949年12月，柑子區人民政府即建立了觀音鄉公所。1951年6月9日，觀音鄉公所劃歸第一區(城北區)公所領導。1953年4月24日，觀音鄉公所改稱觀音鄉人民政府。 1956年1月16日，觀音鄉人民政府改稱觀音鄉人民委員會。並正式劃歸柑子區公所領 導。1958年9月22日，觀音鄉人委改稱觀音人民公社。1966年5月「文革」開始後。觀音人民公社工作受到干擾。1967年1月，為了破「四舊」，觀音人民公社改稱五星人民公社。3月，由公社武裝幹部和群眾代表主持成立了五星人民公社生產辦公室，負責公社日常工作。1973年1月15日，恢復原名。 1976年10月粉碎「四人幫」後，觀音人民公社的行政組織機構仍然是革命委員會。 1981年3月，縣委決定撤銷觀音人民公社革委會，建立觀音人民公社管理委員會，管委會設主任、副主任。1981年12月，為了在一個地區內公社不重名，達縣地區行署改觀音人民公社管委會為觀音橋人民公社管委會。1984年1月，根據中共中央體制改革要求，縣委又決定撤銷觀音橋人民公社管委會。建立觀音橋鄉人民政府。